# FCS-Maßnahme
FCS-Maßnahmen (engl. favorable conservation status), auch: Maßnahmen zur Sicherung des Erhaltungszustandes, werden aus dem Artenschutz nach dem Bundesnaturschutzgesetz (§ 45 Abs. 7 BNatSchG) eingeleitet. Grundsätzlich ist bei Eingriffen in Natur und Landschaft das Vermeidungsgebot (§ 13 BNatSchG) zu beachten. Ist dies nicht möglich, so werden die Eingriffe in Bezug auf besonders geschützte Arten, Arten der Roten Listen (Länder und Bundesländer) sowie FFH-Arten geprüft. Unvermeidbare Beeinträchtigungen werden nach dem Bundesnaturschutzgesetz ausgeglichen. Hierbei ist auf eine Fertigstellung der Ausgleichsmaßnahmen vor Beginn des Eingriffes zu achten (Vorgezogene Ausgleichsmaßnahmen oder CEF-Maßnahmen, engl. continuous ecological functionality-measures). Ist dies nicht möglich, muss ein Ausnahmeantrag nach § 45 Abs. 7 BNatSchG gestellt werden. Vorher ist jedoch eine Alternativenbetrachtung vorzunehmen. Gibt es keine Alternativen zu dem geplanten Eingriff, so werden FCS-Maßnahmen ergriffen, die die Populationen der betroffenen Art in ihrem natürlichen Verbreitungsgebiet trotz der Ausnahmeregelung ohne Beeinträchtigung in einem günstigen Erhaltungszustand erhält.